# 吕明星
吕明星（？—613年），隋朝隋炀帝时的起事领袖。
吕明星和帅仁泰、霍小汉等众各万余，攻扰济北，张须陀进军击退他们。大业九年（613年）冬十月丁丑，吕明星率众数千人围攻东郡，武贲郎将费青奴将他击斩。
在清朝小说《说唐》里吕明星作卢明星，是卢明月的兄弟，在贾闰甫店与秦叔宝、程咬金等结义。

## 文献
- 《隋书》卷四 帝纪第四 炀帝下：冬十月丁丑，贼帅吕明星率众数千围东郡，武贲郎将费青奴击斩之。